# Proscymnodon macracanthus
Proscymnodon macracanthus é uma espécie de peixe da família Somniosidae.
É endémica do Chile.
Os seus habitats naturais são: mar aberto.